# Free Trade International Bridge
De Free Trade International Bridge is een brug over de Rio Grande en de grens tussen Mexico en de Verenigde Staten, die de plaatsen Los Indios (Texas, Verenigde Staten) en Matamoros (Mexico) met elkaar verbindt. De brug staat ook bekend als de "Los Indios-Lucio Blanco Bridge", de "Puente Lucio Blanco-Los Indios", de "Puente Internacional Libre Comercio" en "Los Indios Free Trade Bridge". De brug werd geopend in 1992. De brug is 153 meter lang.